# Thapsia nitida
Thapsia nitida är en flockblommig växtart som beskrevs av Charles Carmichael Lacaita. Thapsia nitida ingår i släktet Thapsia och familjen flockblommiga växter. Inga underarter finns listade i Catalogue of Life.

## Bildgalleri

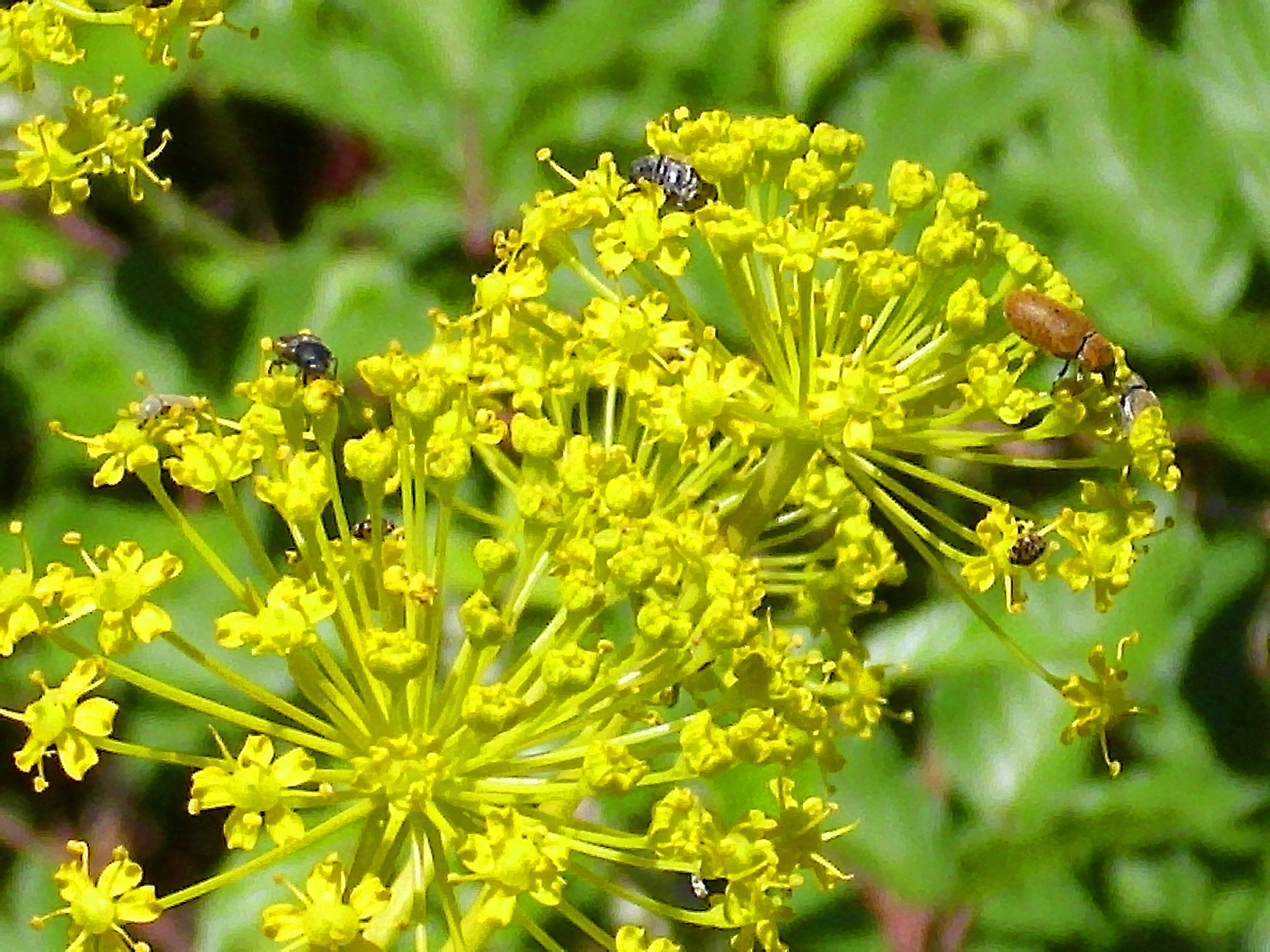
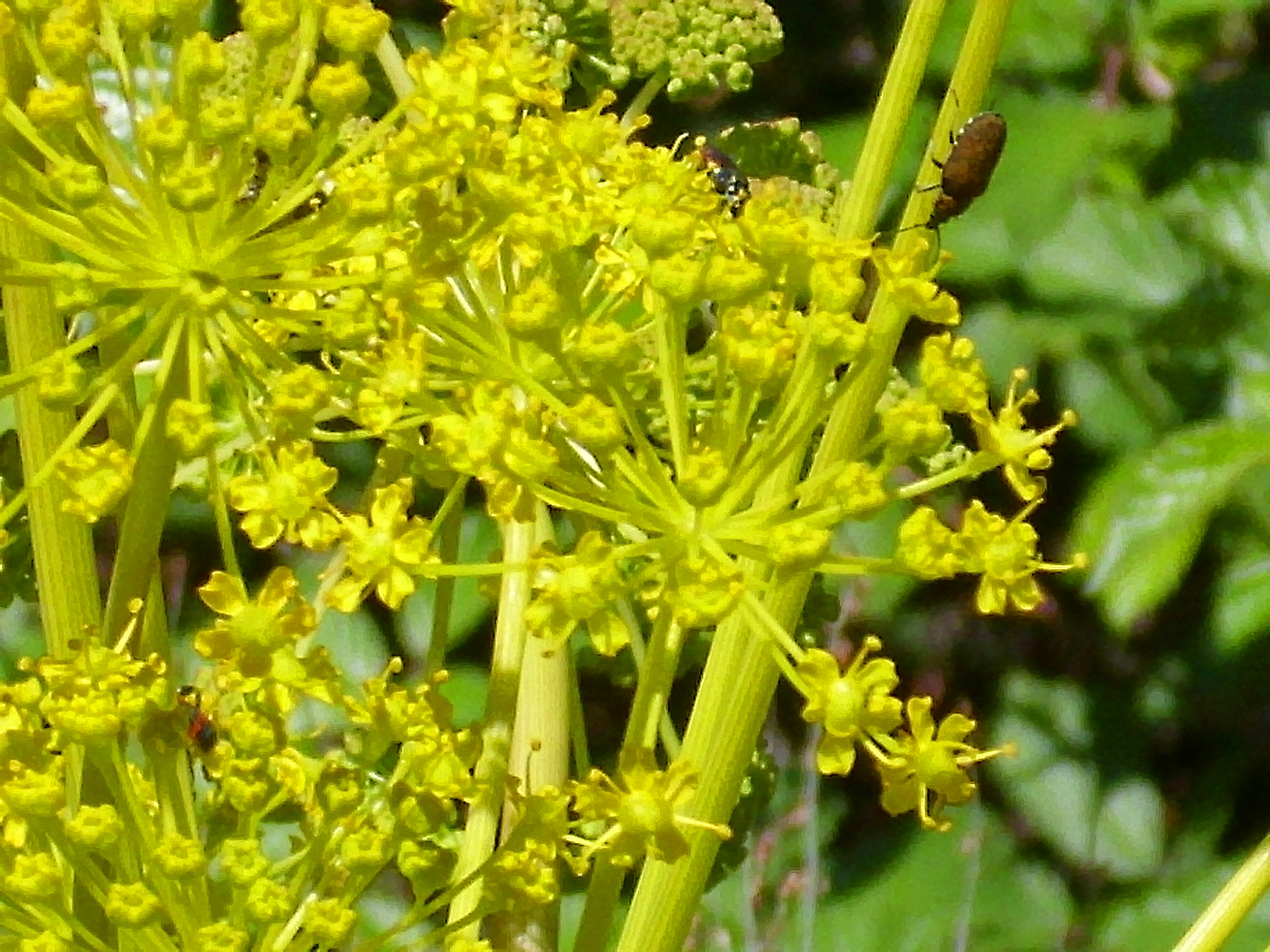
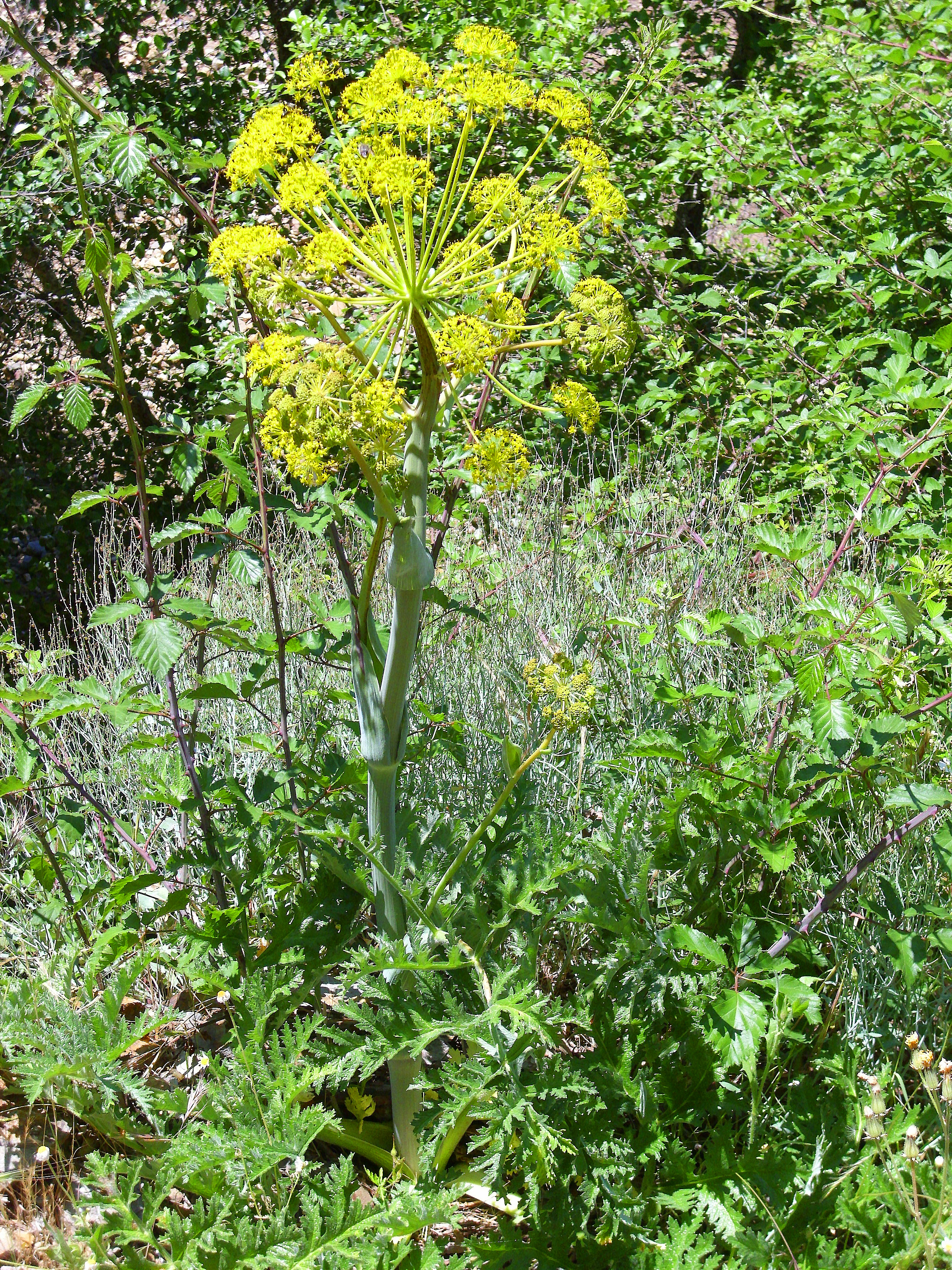